# Calle Henao
La calle Henao es una calle ubicada en el centro de la villa de Bilbao. Se inicia en la alameda de Mazarredo y finaliza en la confluencia con la calle Elcano y Máximo Aguirre, junto al parque Casilda Iturrizar.

## Edificios y plazas de interés

### Edificios
Diversos edificios reseñables rodean la calle Henao:
- Edificio Mapfre.

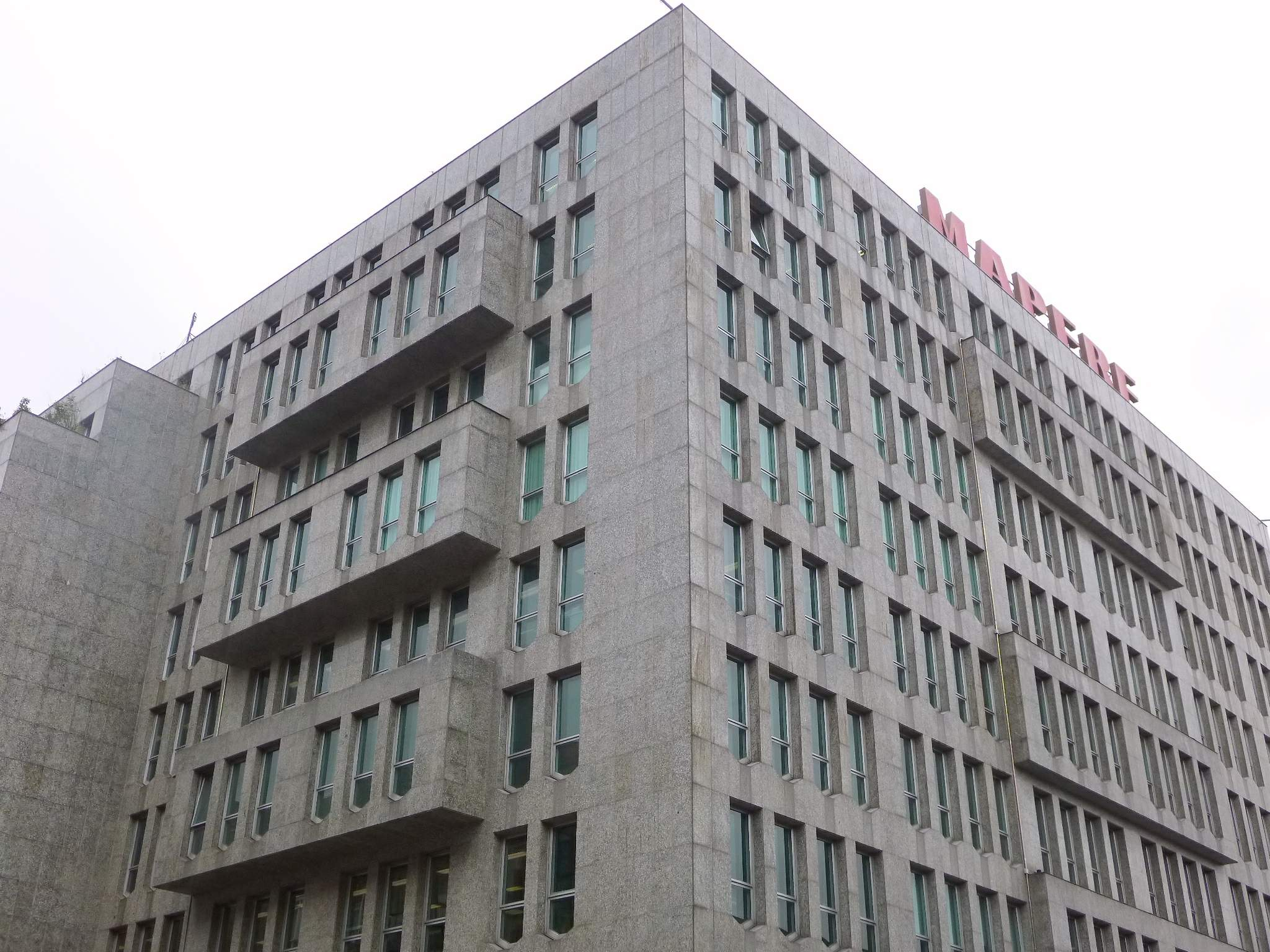
Edificio Mapfre
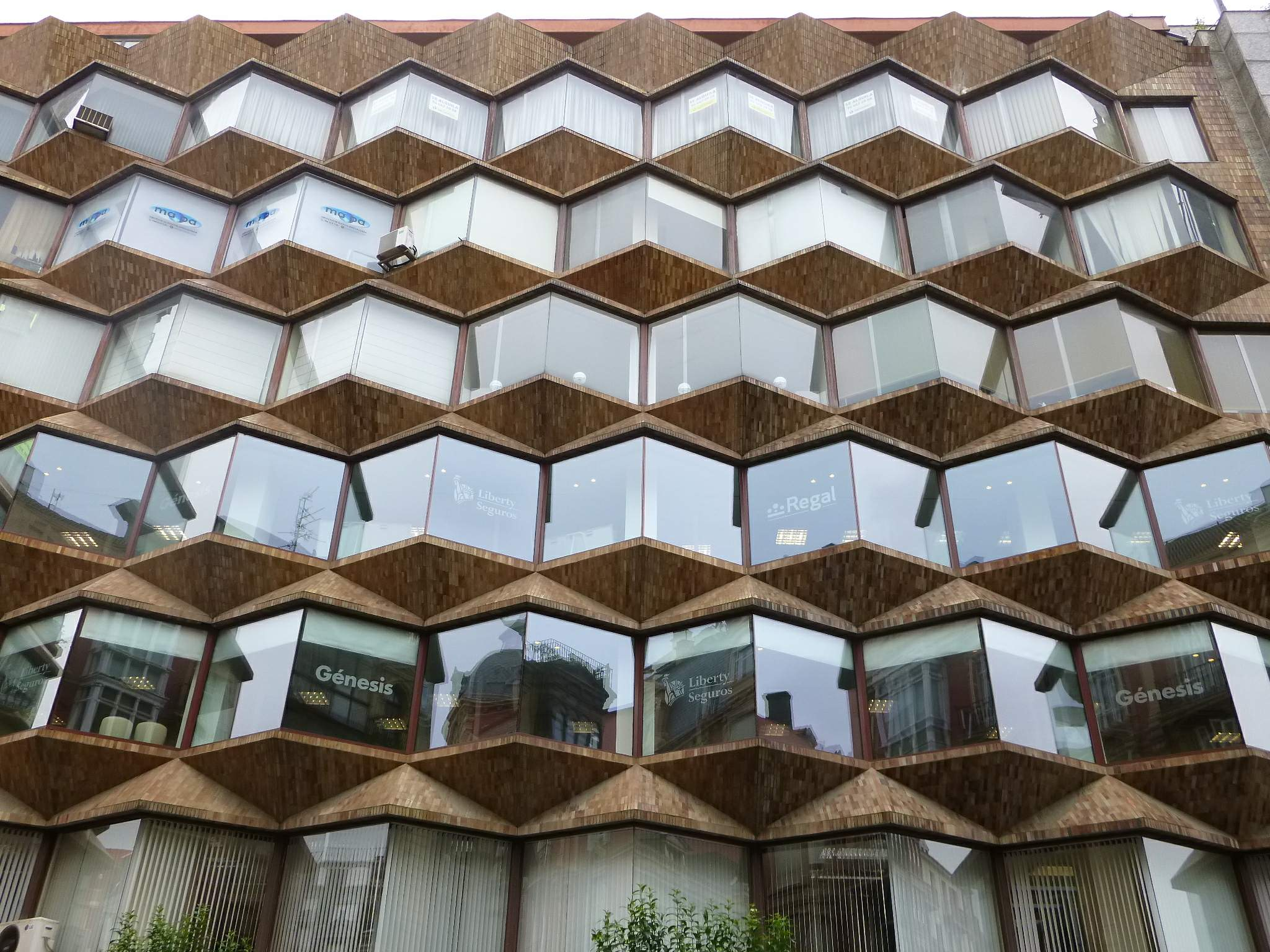
Detalle de la fachada de un edificio de oficinas

### Plazas
- Plaza del Ensanche.